# Джанкой
Джанко́й (укр. Джанкой, крымскотат. Canköy, Джанкой) — город на севере Крыма. Является центром Джанкойского района. Согласно позиции России, фактически контролирующей Крым, в состав района не входит, образуя отдельную административную единицу Республики Крым — город республиканского значения Джанкой, которой соответствует муниципальное образование городской округ Джанкой; согласно позиции Украины образует Джанкойский городской совет с подчинённой ему территорией, входящий в Джанкойский район Автономной Республики Крым.

## Этимология
Часто название «Джанкой» переводят с крымскотатарского как душа-деревня или милая деревня (джан — душа, кой — деревня). В то же время специалисты по топонимии Крыма считают более обоснованной этимологию, выводящую название Джанкой от джанъы кой — новая деревня на степном диалекте крымскотатарского языка.

## География
Находится на севере республики, в 90 километрах от столицы республики города Симферополя. Станция Джанкой — железнодорожный узел на пересечении линий Харьков — Севастополь и Херсон — Керчь.
Через центр города протекает река Степная, являясь единственным водооттоком города. Исток реки находится у северной окраины села Яркое Поле.

## История
Во второй половине XVI — начале XVII веков в районе Джанкоя обосновались тюркские племена, устремившиеся сюда из Северного Причерноморья. Впоследствии они основали здесь деревню.

### XIX век
Впервые упоминается в документах 1855 года. В 1860—1865 годах значительная часть местного крымскотатарского населения эмигрировало в Османскую империю в ходе мухаджирства. Через некоторое время опустевший Джанкой заселили немцы-колонисты, начавшие прибывать в Крым в числе других переселенцев после присоединения Российской империей. По «Списку населённых мест Таврической губернии по сведениям 1864 года», составленному по результатам VIII ревизии 1864 года, население общинной деревни немецких колонистов Джанкой Владиславской волости составляло 114 человек, в числе которых находились 53 мужчины и 61 женщина, при 20 дворах. При каждом дворе имелся надел земли, составлявший примерно 60—65 десятин.
В 1871 году началось строительство Лозово-Севастопольской железной дороги, благодаря чему стало возможно дальнейшее развитие Джанкоя как более крупного населённого пункта. Строители проживали в деревянных бараках и землянках, расположенных у самого полотна железной дороги, впоследствии образовавших улицу Крымскую — одну из первых. Строительство железной дороги было закончено в 1874 году, и 2 июня по ней прошёл первый поезд. В 1892 году была построена ж/д линия, соединяющая Джанкой и Феодосию. С этого времени станции Джанкой был присвоен статус узловой. В конце XIX века возведена крупнейшая на полуострове мельница. К 1892 году в населённом пункте существовало около 50 торговых лавок. В 1896 году в Джанкое открыта начальная двухклассная школа, в 1900 году — церковно-приходская.

### XX век

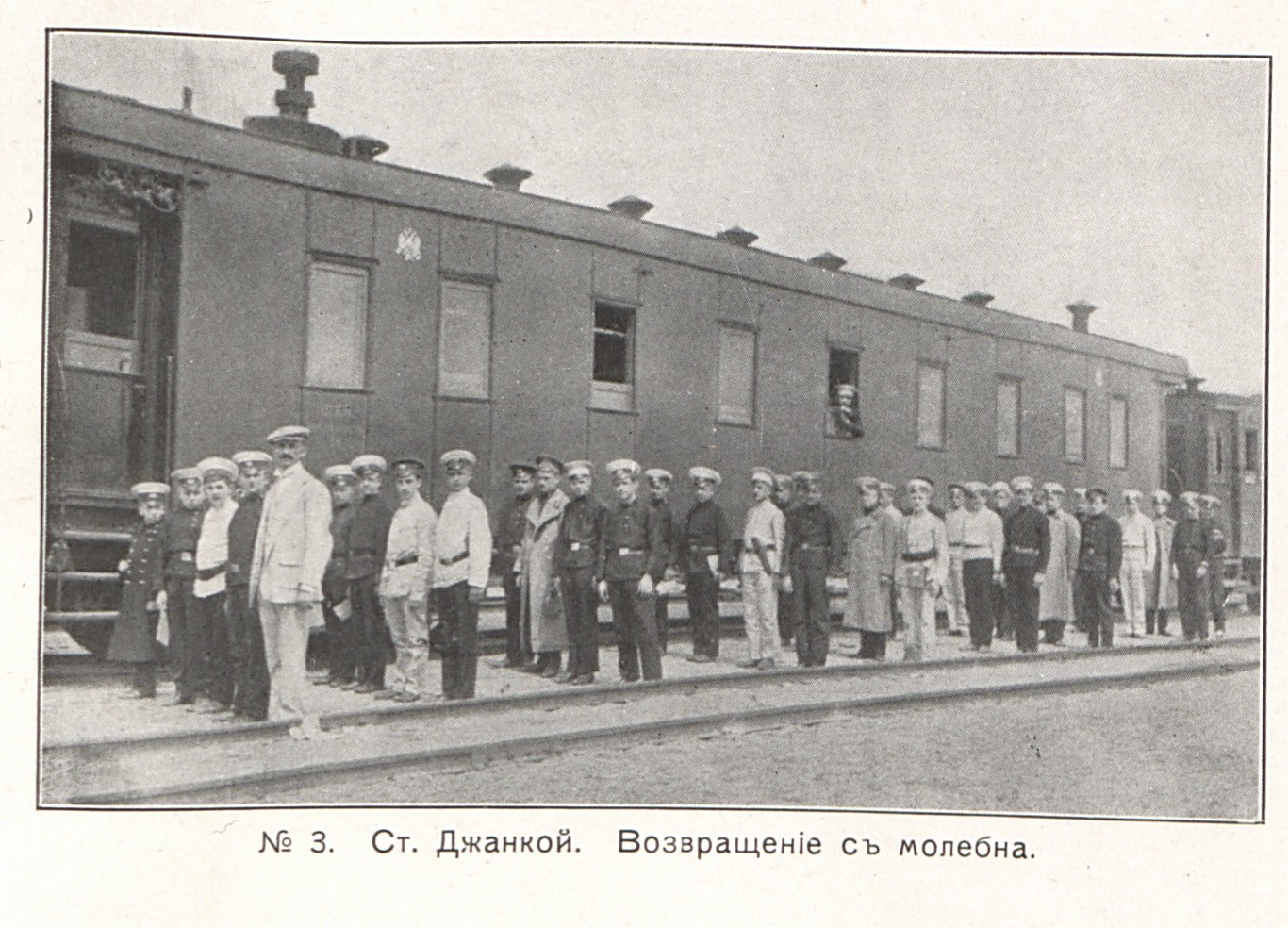
Станция Джанкой в 1912 году

В 1903 году на месте деревянного здания вокзала возводится каменное. В октябре 1905 года рабочие Джанкоя принимали участие во Всероссийской политической стачке. В 1908 году основана железнодорожная школа. В 1909 году открылся чугунолитейный завод предпринимателя Хасанова, располагавшийся в районе современной улицы Ленина, напротив Центра культуры и досуга. Численность рабочих составляла 80 человек. Выпускалась различная сельскохозяйственная техника, в том числе конные молотилки, плуги, бороны и т. д.
К моменту начала Первой мировой войны Джанкой входил в число городов степной части Крыма с наиболее развитой сельскохозяйственной промышленностью. Чугунолитейный завод переспециализировался на выпуск продукции, предназначавшейся для использования на фронте.
3 июня 1917 года Джанкою присвоен статус города. К тому времени численность его населения составляла 9 тыс. человек. Основную часть населения составляли русские, являвшиеся служащими управления и общественных заведений, обслуживающим персоналом железной дороги, коммерсантами и промышленниками.
В июне того же года в состав Совета рабочих и крестьянских депутатов входили 8 большевиков. В конце августа в городе было образовано отделение РСДРП(б). Создано бюро комитета партии в Джанкое. Существовала всего лишь одна больница, обслуживавшая нынешние Красноперекопский, Первомайский и Красногвардейский районы, а также кинотеатр «Сатурн».

### Гражданская война
После начала активных революционных событий в Петрограде в октябре 1917 года в Джанкое сформирован отряд Красной гвардии.
Осенью того же года национализировано переименованное в «Механический завод им. Ленина» чугунолитейное предприятие Хасанова. В октябре организована полноправная смешанная гимназия.
12 января 1918 года в Джанкое при участии красногвардейцев была установлена советская власть. Начинает функционировать революционный комитет. На заводах вводился контроль рабочих, происходит конфискация имений помещиков, осуществляются перевыборы в городской совет. Комендантом Джанкоя становится Николай Терентьевич Тубольцев.
19 апреля город заняли части германской армии. 22 апреля в Джанкой вступил эшелон Крымской группы Армии УНР под командованием Всеволода Петрова, сразу же по приезде эшелон был заблокирован немецкими войсками, а только что прибывший Роберт Кош заявил, что не допустит продвижение на юг Крымской группы. Для выяснения ситуации Петров направился к прибывшему Александру Натиеву.
8 апреля 1919 года населённый пункт заняли большевики. 12 апреля того же года образован военно-революционный комитет, в ходе реформ, проведённых которым, были упразднены полиция, управа, суд, дума, национализированы банки, казначейства, фабрика по производству сукна, чугунолитейный завод, мастерских, принадлежащих Чапликову. Летом 1919 года город был захвачен белогвардейцами, находившимися под командованием А. И. Деникина. На территории Джанкоя в течение определённого периода времени размещалась штаб-квартира генерала Я. А. Слащёва. Репрессиям со стороны белых подвергся ряд местных большевиков.
12 ноября 1920 года Красная Армия в ходе Перекопско-Чонгарской операции заняла Джанкой. Первым военным комендантом города был назначен командир 266-го стрелкового полка 30-й дивизии, В. А. Аронет.

### Межвоенный период
В ноябре 1921 года Джанкою присвоили статус административного центра одноимённого округа, 6 октября 1923 года — административного центра одноимённого района. В 1928—1937 годах возведены мукомольное, маслобойное и хлопкоочистительное предприятия.
В 1939 году Джанкойский автотракторный ремонтный завод в ходе социалистического соревнования занял первое место в Советском Союзе по специализации: ремонт тракторов и моторов.
Еврейские сельскохозяйственные поселения в Джанкое
В 1919 году Иосиф Трумпельдор основал под Джанкоем центр подготовки к сельскохозяйственному труду сионистской организации Хе-Халуц. В октябре 1922 года возле железнодорожной станции Колай (ныне Азовское) была основана первая еврейская земледельческая коммуна Тель-Хай. Расширение хозяйственной деятельности Тель-Хая привело к организации новой земледельческой коммуны (в рамках Хе-Халуца) — Ма‘ян. В апреле 1924 года Тель-Хай раскололся на сионистов и коммунистов, вследствие чего группа бывших членов Тель-Хая отделились и основали под Джанкоем коммуну Мишмар.
В 1930 году в Джанкое была создана еврейская сельскохозяйственная коммуна, в 1933 году превращённая в колхоз. В 1941 году еврейский колхоз был уничтожен, а около семи тысяч евреев-колхозников расстреляны в Джанкое зимой 1941—1942 годов во время Холокоста.

### Великая Отечественная война

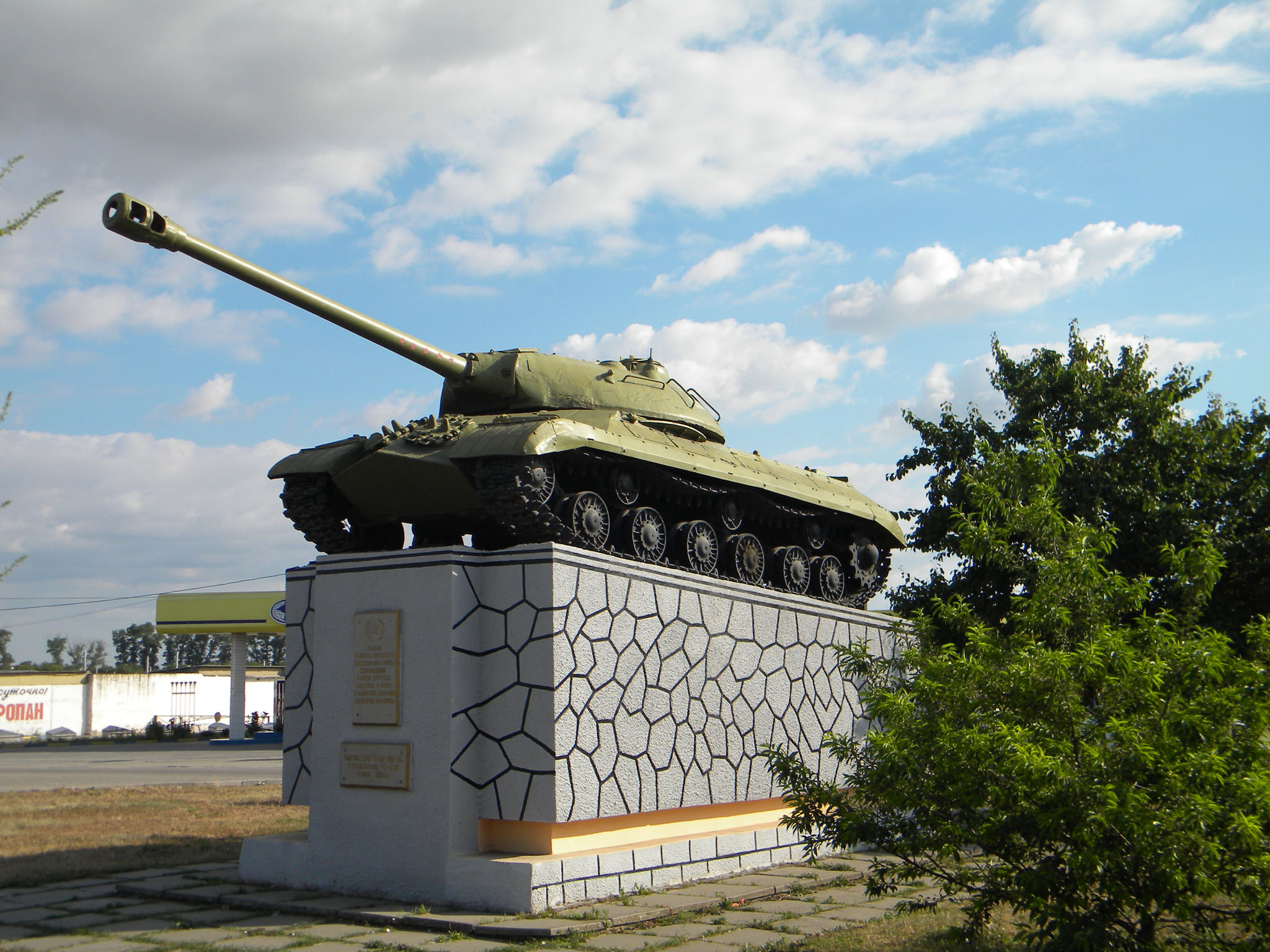
Памятник в Джанкое

22 июня 1941 года части вермахта, перейдя границу, вторглись на территорию СССР. 18 августа Люфтваффе нанесло авиаудар по Джанкойскому железнодорожному узлу, после чего на территории Джанкоя из наиболее активных членов ВКП(б) и ВЛКСМ был образован партизанский отряд, который впоследствии должен был дислоцироваться в лесах в районе Белогорска. В первой половине октября, в связи с приближением линии фронта к городу, партизаны двинулись в горы. В сферу их действий входило уничтожение нацистской бронетехники, военнослужащих, ликвидация мостов, подрыв железнодорожных линий.
31 октября немцы заняли Джанкой. В школе № 1 и на территории хлопкоочистительного предприятия расположились лагеря военнопленных. 15 декабря 1941 года было создано еврейское гетто, а 30 декабря все его узники были расстреляны.
11 апреля 1944 года город освободила Красная армия.

### XXI век
В 2014 году Джанкой вместе со всем Крымским полуостровом был аннексирован Российской Федерацией.

## Население

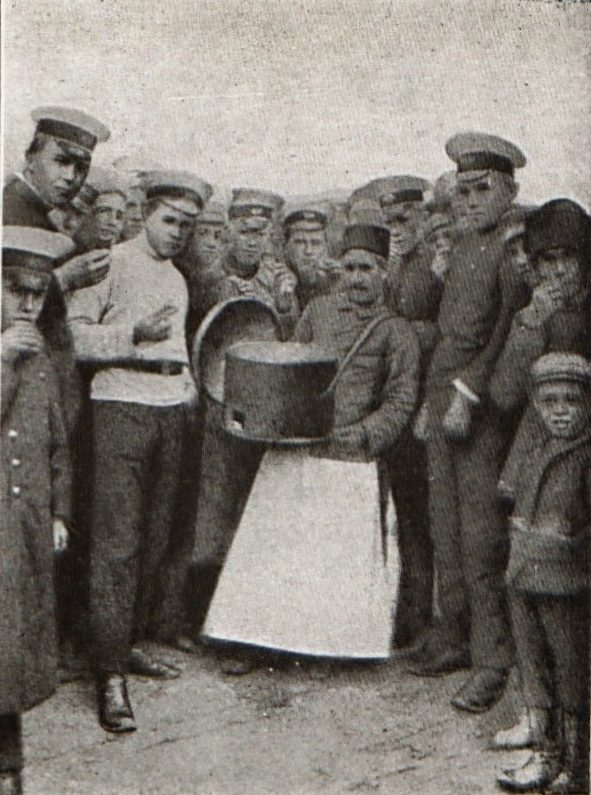
Чебурешник в Джанкое, 1912 год

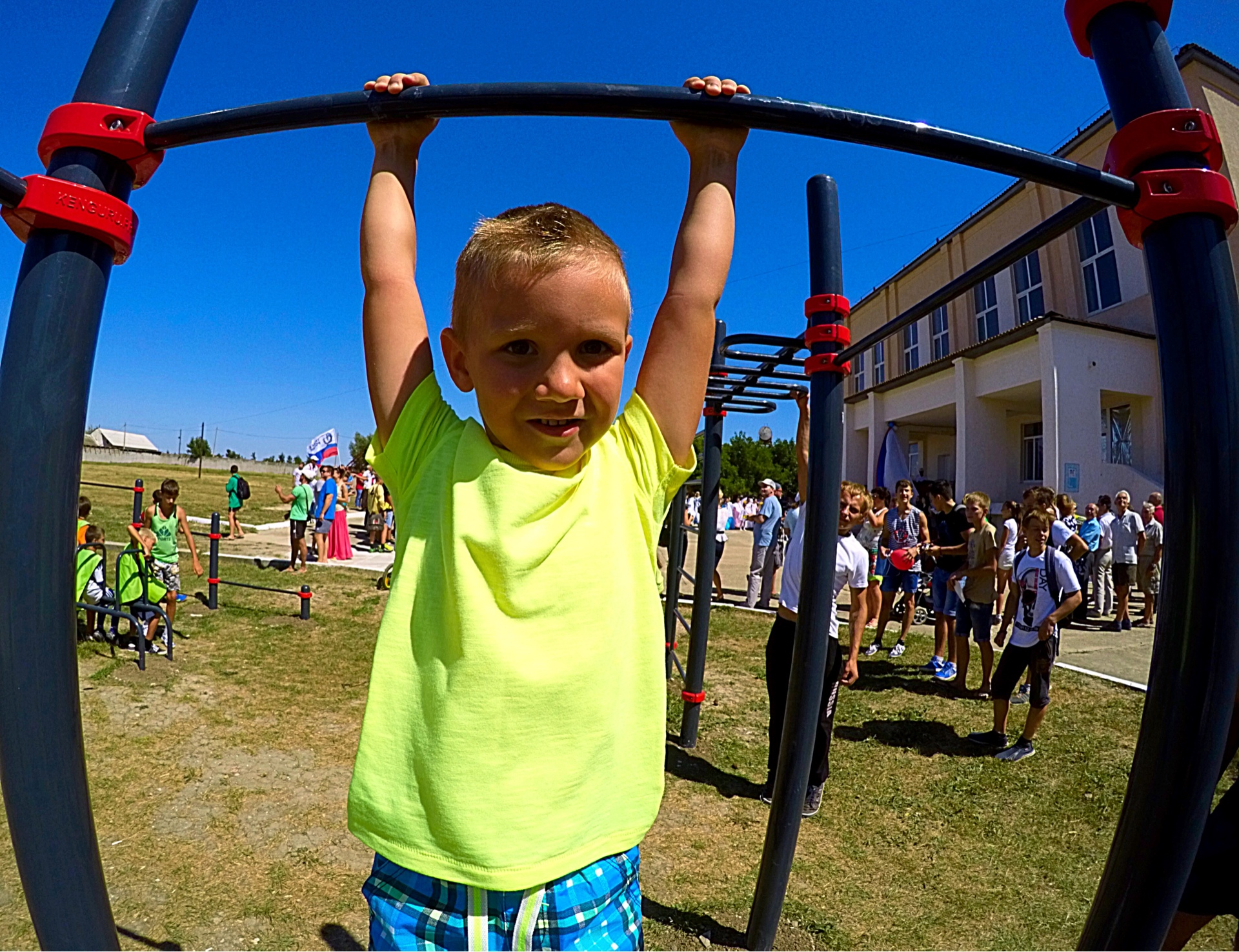
Открытие спортивной площадки в Джанкое

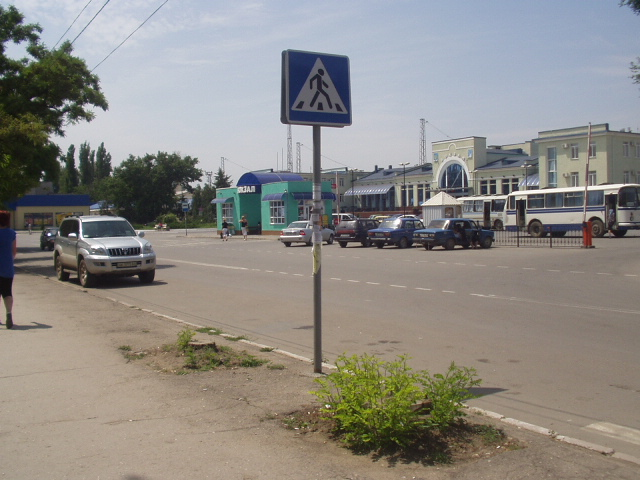
Джанкой. Привокзальная площадь

| 1805    | 1926    | 1939    | 1959    | 1970    | 1979    | 1987    | 1989    | 1992    |
| ------- | ------- | ------- | ------- | ------- | ------- | ------- | ------- | ------- |
| 173     | ↗8310   | ↗19 581 | ↗28 457 | ↗43 459 | ↗48 819 | ↗51 000 | ↗53 464 | ↗54 700 |
| 1998    | 2001    | 2003    | 2004    | 2005    | 2006    | 2007    | 2008    | 2009    |
| ↘48 500 | ↘43 343 | ↘42 409 | ↘41 450 | ↘40 542 | ↘39 664 | ↘38 891 | ↘38 271 | ↘37 708 |
| 2010    | 2011    | 2012    | 2013    | 2014    | 2015    | 2016    | 2017    | 2018    |
| ↘37 275 | ↘36 860 | ↘36 458 | ↘36 086 | ↗38 622 | ↗38 676 | ↗38 934 | ↘38 714 | ↘38 669 |
| 2019    | 2020    | 2021    |         |         |         |         |         |         |
| ↘38 438 | ↘38 007 | ↘37 014 |         |         |         |         |         |         |

На 1 января 2025 года по численности населения город находился на 431-м месте из 1124 городов Российской Федерации.

### Этнический состав
1805 год — 173 человека (167 крымских татар, 7 ясырей).
1926 год — 8310 человек (5603 русских (67,4 %), 933 еврея (11,2 %), 473 немца (5,7 %), 322 крымских татарина (3,9 %)).
По данным переписей населения 2001 и 2014 годов:
| национальность  | 2001, всего, чел. | % от все- го | 2014 всего, чел. | % от все- го | % от указав- ших |
| --------------- | ----------------- | ------------ | ---------------- | ------------ | ---------------- |
| указали         |                   |              | 37924            | 98,19 %      | 100,00 %         |
| русские         | 25611             | 59,75 %      | 25787            | 66,77 %      | 68,00 %          |
| украинцы        | 11106             | 25,91 %      | 6401             | 16,57 %      | 16,88 %          |
| крымские татары | 3469              | 8,09 %       | 2807             | 7,27 %       | 7,40 %           |
| татары          | 87                | 0,20 %       | 829              | 2,15 %       | 2,19 %           |
| цыгане          | 468               | 1,09 %       | 496              | 1,28 %       | 1,31 %           |
| белорусы        | 658               | 1,54 %       | 413              | 1,07 %       | 1,09 %           |
| корейцы         | 347               | 0,81 %       | 272              | 0,70 %       | 0,72 %           |
| армяне          | 117               | 0,27 %       | 112              | 0,29 %       | 0,30 %           |
| курды           | 73                | 0,17 %       | 103              | 0,27 %       | 0,27 %           |
| узбеки          | 71                | 0,17 %       | 73               | 0,19 %       | 0,19 %           |
| азербайджанцы   | 70                | 0,16 %       | 68               | 0,18 %       | 0,18 %           |
| молдаване       | 118               | 0,28 %       | 63               | 0,16 %       | 0,17 %           |
| поляки          | 118               | 0,28 %       | 63               | 0,16 %       | 0,17 %           |
| немцы           | 62                | 0,14 %       | 50               | 0,13 %       | 0,13 %           |
| чуваши          | 61                | 0,14 %       | 43               | 0,11 %       | 0,11 %           |
| евреи           | 66                | 0,15 %       | 40               | 0,10 %       | 0,11 %           |
| другие          | 359               | 0,84 %       | 304              | 0,79 %       | 0,80 %           |
| не указали      |                   |              | 698              | 1,81 %       |                  |
| всего           | 42861             | 100,00 %     | 38622            | 100,00 %     |                  |

### Языковой состав
Родной язык населения по данным переписи 2001 года:
| Язык             | Численность, чел. | Доля     |
| ---------------- | ----------------- | -------- |
| Украинский       | 3 256             | 7,60 %   |
| Русский          | 35 635            | 83,14 %  |
| Крымскотатарский | 3 055             | 7,13 %   |
| Другое           | 915               | 2,13 %   |
| Итого            | 42 861            | 100,00 % |

## Экономика
В Джанкое расположен Джанкойский элеватор, принимающий зерновые и масличные культуры. В городе также расположены заводы: машиностроительный (часть цехов прекратила работу и закрылась), железобетонных конструкций, комбикормовый, мясокомбинат, молочный, консервный (в 2010-2011 году был продан и разрушен), фабрика хозяйственных товаров, кондитерская фабрика, хлебокомбинат.
Станция Джанкой Крымской железной дороги. Немаловажную роль играет локомотивное депо станции Джанкой.
Возле Джанкоя заканчивается самотёчная часть Северо-Крымского канала.

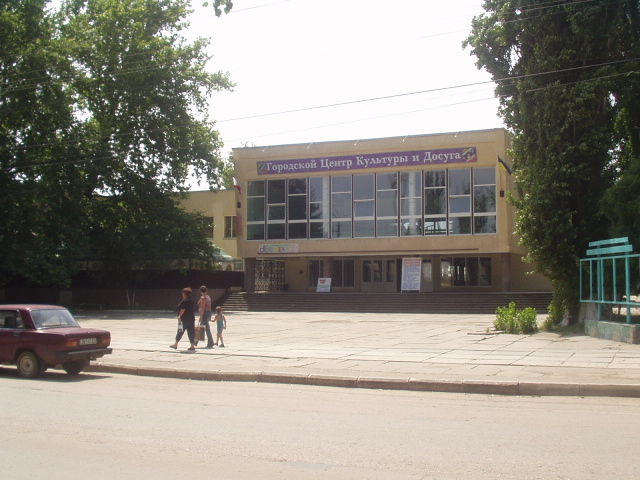
Джанкой. Центр культуры

## Транспорт
Город расположен на пересечении двух европейских автодорог: Херсон — Керчь — Стамбул  и Харьков — Севастополь. Джанкой нередко называют воротами Крыма, так как это первая станция при въезде в Крым, и здесь находится самый крупный железнодорожный узел северной части полуострова.

## Образование
В Джанкое имеется 14 детских садов, 8 школ общего образования, лицей и учреждение дополнительного образования.

## Культура
В Джанкое имеются:
- Кинотеатр «Терминал»;
- Центр культуры и досуга;

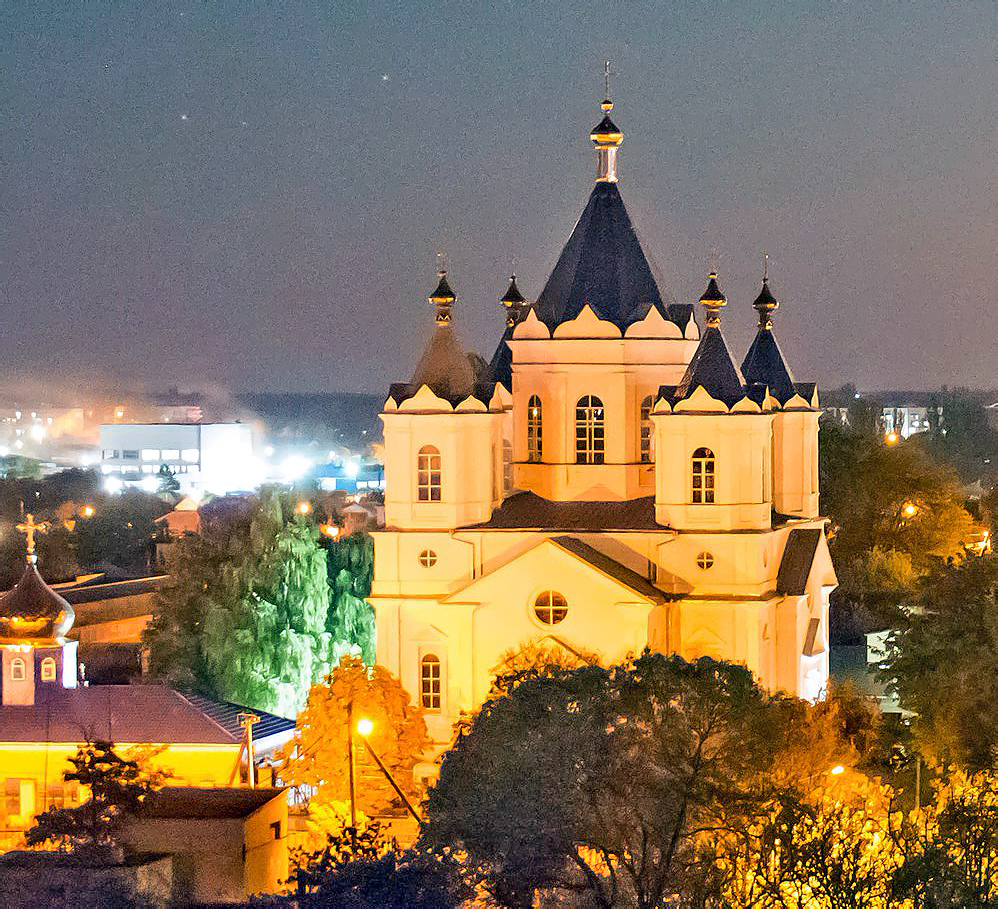
Кафедральный собор в честь Покрова Пресвятой Богородицы

- Городской медиацентр, наполняющий сайт «Джанкой в объективе»[42];
- Центр Кирилла и Мефодия;
- Детская музыкальная школа;
- Детско-юношеский хор духовной музыки «Антем»;
- Ансамбль современного, эстрадного и классического танца «Визави»;
- Вокальная и танцевальная шоу-группа «Поющие звезды»;
- Любительский вокальный ансамбль «Ассорти»;
- Команда «Радар» Юных инспекторов движения;
- «Центр научно-технического творчества».

Городу посвящена популярная еврейская народная песня «Hey Zhankoye» о жизни евреев в колхозе Джанкойского района в советские времена. Особенно популярной песня стала после исполнения таких исполнителей, как Пит Сигер и Теодор Бикель, а также групп The Limeliters и The Klezmatics.

## СМИ
Газеты:
- «Заря Присивашья» (горрайонная общественно-политическая газета. Издаётся с 1933 года);
- «Свободная территория» (информационно-рекламно-развлекательное издание. Издаётся с 1994 года).

Телевидение:
- Первый крым, Миллет.

## Климат
Климат умеренно жаркий, с умеренно мягкой зимой. Зима мягкая, малоснежная, с частыми оттепелями. Лето жаркое и длительное, засушливое. Средняя температура января −1,5 °C, июля — +34,5 °C. Уровень осадков — 400 мм в год.
| Показатель                    | Янв. | Фев. | Март | Апр. | Май   | Июнь | Июль  | Авг. | Сен. | Окт. | Нояб. | Дек. | Год  |
| ----------------------------- | ---- | ---- | ---- | ---- | ----- | ---- | ----- | ---- | ---- | ---- | ----- | ---- | ---- |
| Средний суточный максимум, °C | 2,9  | 3,5  | 10   | 14,6 | 25,0  | 33,0 | 41,0  | 41,0 | 25,0 | 15,6 | 9,9   | 5,5  | 19,0 |
| Средняя температура, °C       | −1,5 | 0,5  | 5,0  | 10,0 | 20,5. | 30,0 | 34,5. | 34,0 | 20,5 | 11,8 | 6,2   | 2,7  | 15   |
| Средний суточный минимум, °C  | −10  | −5   | −1   | 5,2  | 10,8  | 15,0 | 17,4  | 16,8 | 11,5 | 6,3  | 1,1   | −0,3 | 6,4  |
| Норма осадков, мм             | 38   | 27   | 28   | 27   | 52    | 60   | 32    | 26   | 25   | 18   | 34    | 34   | 400  |